# Antonio Donghi

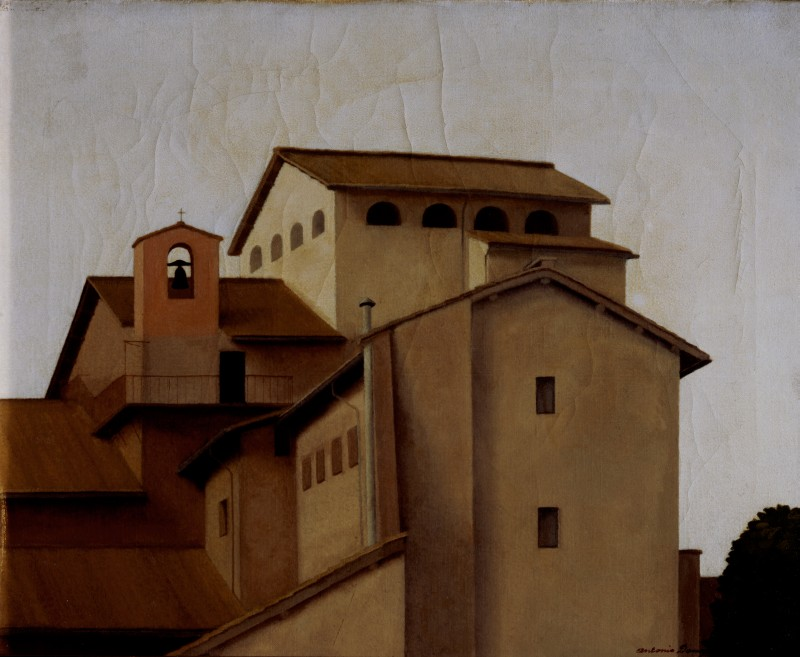
Convento, 1928

Antonio Donghi, född 16 mars 1897 i Rom, död 16 juli 1963, var en italiensk målare. Han slog igenom på 1920-talet med sina målningar i stilen magisk realism. Hans två separatutställningar 1924 blev stora kritikerframgångar. Han utmärker sig med statiska genrescener med noggranna detaljer och påverkan från det metafysiska måleriet.